# たいらいさお
たいら いさお（本名：平 伊佐夫〈読みは同じ〉、1953年〈昭和28年〉2月11日 - ）は、日本の歌手。
長崎県佐世保市出身。兄は歌手の平浩二（6人兄弟姉妹の4番目）。他に姉が4人おり、6人兄弟姉妹の末っ子である。

## 来歴
文学座附属演劇研究所の15期生を経て、1976年（昭和51年）に「龍村雅史」（たつむら まさし）の芸名で、CBS・ソニーより『ひとりの砂浜』でポップス歌手としてデビューした。
1977年（昭和52年）4月から1979年（昭和54年）3月までの2年間、NHK総合テレビの子供番組『おかあさんといっしょ』の3代目うたのおにいさんを務めた。
うたのおにいさん退任後にキングレコードのアルバムでアニメソングのカバー楽曲を歌う。
1980年（昭和55年）にキングレコードと専属契約。『無敵ロボ トライダーG7』の主題歌を担当したのを皮切りに多くのアニメ主題歌を担当する。
1986年（昭和61年）に「日本の童謡200選」のレコーディングへ参加したのを機に、童謡歌手としても活動を開始する。
1995年には第25回日本童謡賞特別賞を受賞。現在は過去のうたのおにいさんやうたのおねえさんと共に「童謡組」を結成して童謡のコンサートを催したり、ロボットアニメ曲のライブ「スーパーロボット魂」に参加するなど、精力的に活動を行っている。
2013年5月、『おかあさんといっしょ』のファミリーコンサート『ふしぎ!ふしぎ!おもちゃのおいしゃさん』にゲスト出演。同年、新井正人、山形ユキオと共に「ストレンジャー」を結成。2014年に新たにMIQが加入し「ストレンジャー4（ST4）」となる。
また、出身地である佐世保市のご当地グルメ「佐世保バーガー」のテーマソングの歌唱を担当している。
歌手以外の活動としてはスリープノン（スリーボンド理研）のCM出演経験がある。

## 主な曲

### アニメソング
- トライダーG7のテーマ（『無敵ロボ トライダーG7』OP）
- 俺は社長だ（『無敵ロボ トライダーG7』ED）
- 復活のイデオン（『伝説巨神イデオン』OP）
- 立て!バルディオス（『宇宙戦士バルディオス』挿入歌）
- 最強ロボ ダイオージャ（『最強ロボ ダイオージャ』OP）
- ヨカッタネ宇宙（『最強ロボ ダイオージャ』ED）
- みんなで踊ろうバルジャンロック （『最強ロボ ダイオージャ』挿入歌）
- 銀河旋風ブライガー（『銀河旋風ブライガー』OP）
- さすらいキッド（『銀河旋風ブライガー』ED）
- Souler Wings（銀河の熱き風よ！）（『銀河旋風ブライガー』イメージソング）
- パラダイス・パラドックス（『銀河旋風ブライガー』イメージソング）
- おいらドタコン（『めちゃっこドタコン』OP）
- ドタコン音頭（『めちゃっこドタコン』ED）
- めちゃっこロックンロール（『めちゃっこドコタン』挿入歌）
- 渚にひとり（『魔境伝説アクロバンチ』ED）
- 愛する地球の上で（『野生のさけび』OP）
- 四季のロンド（『野生のさけび』ED）

### カバーソング
- エイトマン（『エイトマン』OP）
- バトルフィーバーJ（『バトルフィーバーJ』OP）
- ああ電子戦隊デンジマン（『電子戦隊デンジマン』OP）
- 太陽戦隊サンバルカン（『太陽戦隊サンバルカン』OP）
- 科学戦隊ダイナマン（『科学戦隊ダイナマン』OP）
- 誰がために（『サイボーグ009』（テレビシリーズ第2作）OP）
- ザ・ウルトラマン（『ザ☆ウルトラマン』OP）
- 燃えろ!仮面ライダー（『仮面ライダー（スカイライダー）』OP）
- 仮面ライダースーパー1（『仮面ライダースーパー1』OP）
- ニルスのふしぎな旅（『ニルスのふしぎな旅』OP）
- 空飛ぶペンギン
- 覚えていますか（「NHKみんなのうた」より大全集9、キングレコードより発売）
- 行くのだタイガース（阪神タイガース応援歌）

### オリジナル
- 『LOVE PROFILE』

### 中日ドラゴンズ応援歌
- 燃えよドラゴンズ!'87※選手名の異なる別テイクもある[注 2]
- 夢は1001、ドラゴンズ

### その他の曲
- 美しき天然
- ひとりの砂浜
- 吟遊詩人のように
- 小さな旅の思い出
- 朝の光がまぶしい時は
- 風をください
- コスモスの花
- 天使の羽のマーチ
- 佐世保バーガーソング（紀伊國屋書店新宿本店内のMUSICTEITO等で販売）
- 佐世保バーガーソング（ソロバージョン）
- おいしいねソング（佐世保バーガーソング、カップリング）
- 5月の宵（文京区の歌）
- グリーングリーン（ニンテンドーDS『ちびロボ!』 CMソング）
- （東ハトあみじゃが CMソング）

## その他
- 『超時空要塞マクロス』の主題歌は当初、たいらの歌でレコーディングされていたが諸事情により採用されなかった[3][4]。所属していたキングレコードの担当者も衝撃が大きく、このことに触れない不文律が生まれたという。不採用理由についてはレーベルの問題ではなく〝大人の事情〟であったと語っている。実際に採用された藤原誠とは面識はないものの「うまいですよ。魅力的ですよ。ほれぼれする声質、伸びやかで、繊細なフレーズです。声質が一番素晴らしいと思います」と答えている[4]。

## おかあさんといっしょコンサート
| 公演   | タイトル                                                | 出演者（一部を除く） |
| ------ | ------------------------------------------------------- | --- |
| 1989年 | 30周年記念ファミリーコンサート おかあさんといっしょ30年 | 坂田おさむ、神崎ゆう子、馮智英、天野勝弘 じゃじゃまる、ぴっころ、ぽろり 眞理ヨシコ、中野慶子、竹前文子、砂川啓介 中川順子、片桐和子、瀬端優美子、森晴美 斉藤昌子、田中星児、斉藤伸子、松熊由紀 奈々瀬ひとみ、水木一郎、たいらいさお、宮内良 しゅうさえこ、かしわ哲、林アキラ ブンブン、つねきち、ごじゃえもん |
| 2013年 | ふしぎ!ふしぎ!おもちゃのおいしゃさん                    | 横山だいすけ、三谷たくみ、小林よしひさ、上原りさ ムテ吉、ミーニャ、メーコブ たいらいさお |